# Polonia ai X Giochi olimpici invernali
La Polonia partecipò ai X Giochi olimpici invernali, svoltisi a Grenoble, Francia, dal 6 al 18 febbraio 1968, con una delegazione di 31 atleti impegnati in sette discipline.